# Janusz Trzepizur

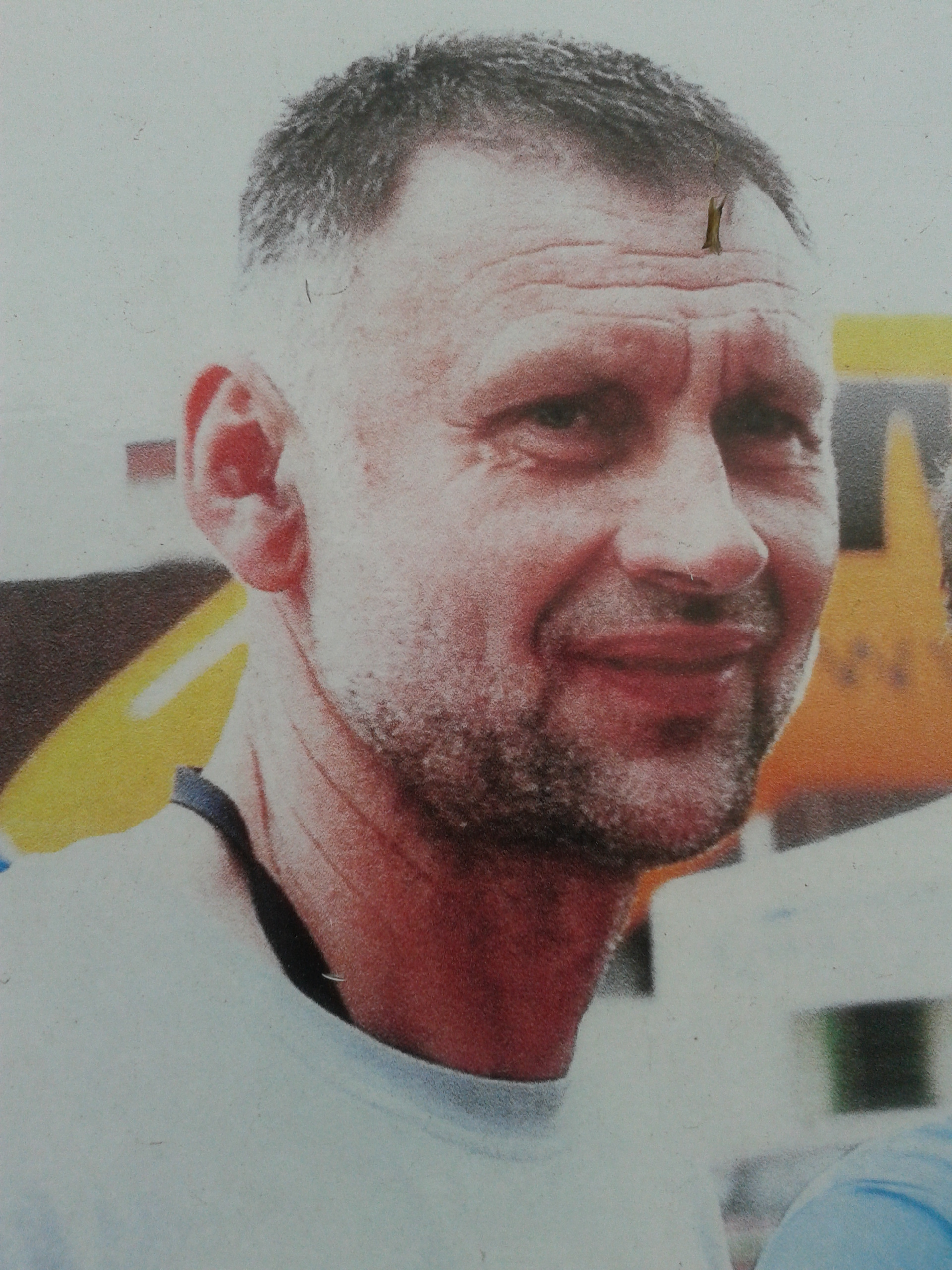
Janusz Trzepizur 2013

Janusz Roman Trzepizur (* 21. Mai 1959 in Namysłów) ist ein ehemaliger polnischer Hochspringer.
Bei den Olympischen Spielen 1980 in Moskau wurde er Zwölfter.
1982 gewann er jeweils Silber bei den Leichtathletik-Halleneuropameisterschaften in Mailand und bei den Leichtathletik-Europameisterschaften in Athen.
1981 und 1983 wurde er im Freien, 1982 in der Halle nationaler Meister.

## Persönliche Bestleistungen
- Hochsprung: 2,30 m, 30. Mai 1982, Eberstadt
  - Halle: 2,32 m, 6. März 1982, Mailand